# Matrimonio igualitario en la República de China

Bandera de la República de China.

Bandera LGBT.

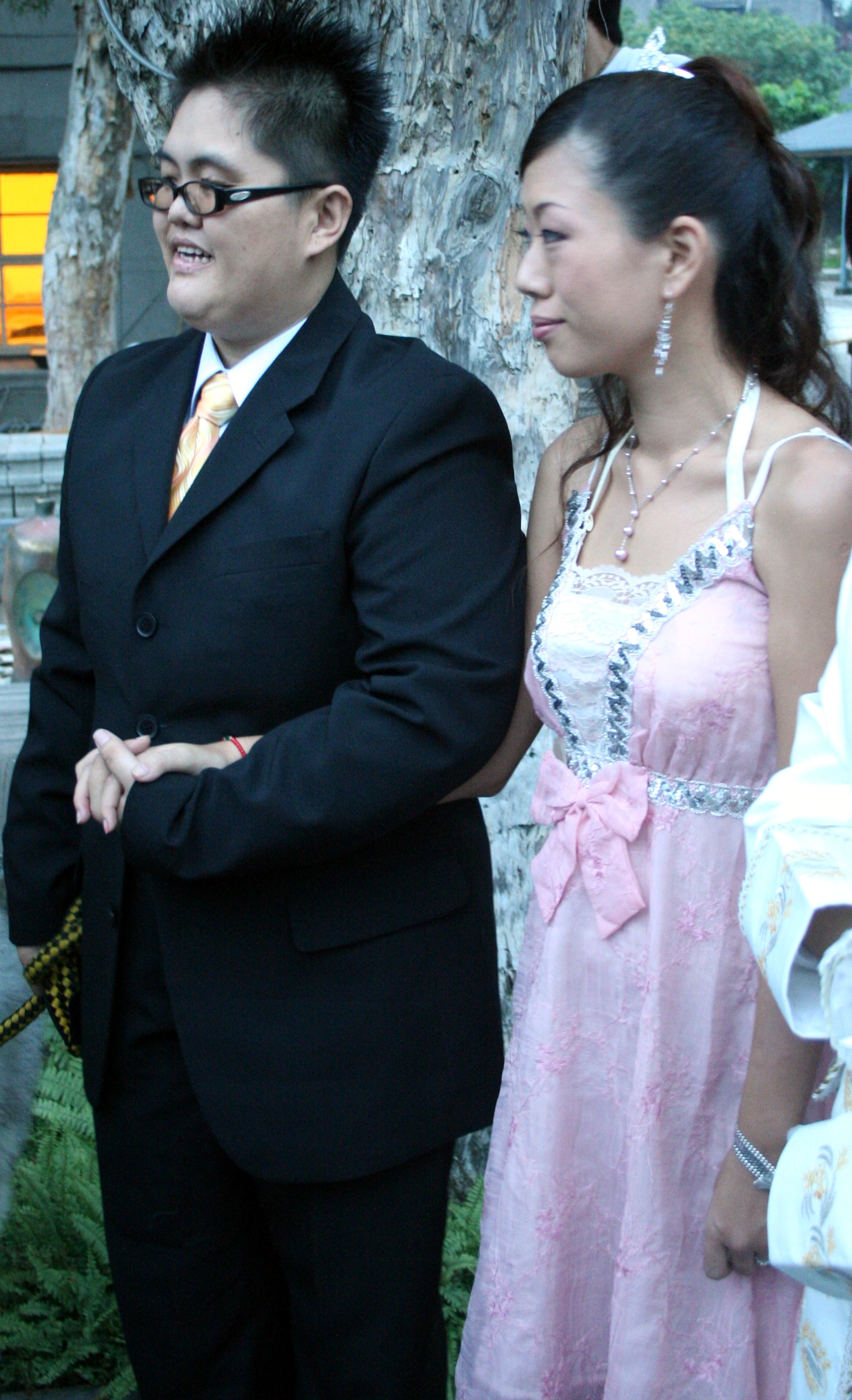
Boda para personas del mismo sexo en Taiwán en 2006.

El matrimonio igualitario en la República de China fue aprobado por el Parlamento Nacional el 17 de mayo de 2019 con 66 votos a favor y 27 en contra convirtiéndose así en la primera nación de Asia en reconocerlo. El proceso de reconocimiento se inició cuando la Corte Constitucional dictaminó que las leyes matrimoniales eran inconstitucionales y que las parejas del mismo sexo deberían tener el derecho a casarse. El tribunal otorgó al Parlamento (Yuan Legislativo) un máximo de dos años para enmendar o promulgar leyes para que el matrimonio entre personas del mismo sexo sea legalmente reconocido. Según el fallo del tribunal, si el Parlamento no lo hacía antes del 24 de mayo de 2019, el matrimonio entre personas del mismo sexo pasaría automáticamente a ser legal.
El gobierno de ese país elaboró en 2003, un proyecto de ley para conceder reconocimiento legal a las parejas homosexuales a través del matrimonio, aplicando la ley orgánica de los derechos humanos, otorgándole los mismos derechos con que cuentan las parejas heterosexuales en el momento de contraer matrimonio, como tener derecho a la adopción. Dicho proyecto no prosperó y algunos grupos homosexuales lo consideraron una estratagema para atraer el voto de este sector de la población.
La República de China hubiese sido de los primeros países asiáticos junto con Camboya y la República Popular China en abordar el asunto de forma tan plena, a diferencia de los demás países del lejano oriente como Corea del Sur, Japón o Tailandia, que hasta el momento no tienen una ley de unión civil a nivel nacional, solamente registros de parejas de hecho a nivel de entidades subnacionales, dependiendo de cómo aplica el derecho de familia en cada país. Actualmente no cuenta con alguna forma de realizar la legalización entre las uniones homosexuales.

## Matrimonio religioso
En agosto de 2012, una pareja conformada por dos mujeres celebró la primera boda religiosa bajo el ritual budista en un templo del municipio de Taoyuan, en la zona norte de la isla, convirtiéndose así oficialmente en el primer matrimonio homosexual de ese credo, siendo con el taoísmo las dos religiones mayoritarias del país.